# Twierdzenie Banacha o kontrakcji
Twierdzenie Banacha o kontrakcji, o punkcie stałym, zasada Banacha – twierdzenie topologii i teorii punktu stałego, dotyczące zupełnych przestrzeni metrycznych. Mówi ono, że dowolna kontrakcja takiej przestrzeni ma dokładnie jeden punkt stały. Do treści tego twierdzenia włącza się też konstruktywny dowód pierwszego faktu – do punktu stałego zbiega dowolny ciąg wartości iteracji danej kontrakcji, zaczynający się w dowolnym miejscu.
Ilustracją twierdzenia bywa obrazowa konsekwencja: gdy mapę Polski rozłoży się gdziekolwiek na ziemi w Polsce, to dokładnie jeden punkt powierzchni gruntu leży pod swoim obrazem.
Twierdzenie to opublikował Stefan Banach w 1922 roku w czasopiśmie „Fundamenta Mathematicae”, w kontekście przestrzeni Banacha. Znalazło zastosowanie w analizie matematycznej, m.in. w badaniach równań różniczkowych, całkowych i analizie numerycznej. Udowodniono też:
- uogólnienia – analogiczne własności szerszych klas funkcji;
- odwrócenia – pewne własności funkcji zdefiniowane punktami stałymi pociągają za sobą kontrakcyjność.

## Treść
Jeśli {\displaystyle (X,\rho )} jest przestrzenią metryczną zupełną, zaś {\displaystyle f\colon X\to X} jest kontrakcją, to:
- odwzorowanie {\displaystyle f} ma dokładnie jeden punkt stały {\displaystyle x_{0}} oraz
- dla dowolnego {\displaystyle x\in X} ciąg {\displaystyle (x,f(x),f(f(x)),\dots )} jest zbieżny do {\displaystyle x_{0}.}

## Dowód
- Najłatwiej wykazać jednoznaczność punktu stałego: niech bowiem {\displaystyle \alpha \in (0,1)} będzie stałą Lipschitza kontrakcji {\displaystyle f,} a {\displaystyle x_{1},} {\displaystyle x_{2}} jej punktami stałymi. Mamy wówczas

{\displaystyle \rho (x_{1},x_{2})=\rho (f(x_{1}),f(x_{2}))\leqslant \alpha \rho (x_{1},x_{2}),}
{\displaystyle (1-\alpha )\rho (x_{1},x_{2})\leqslant 0,}
{\displaystyle \rho (x_{1},x_{2})\leqslant 0.}
W ostatnim kroku skorzystano z ograniczeń na stałą {\displaystyle \alpha ,} implikujących {\displaystyle 1-\alpha >0.} Finalna nierówność zachodzi tylko dla {\displaystyle \rho (x_{1},x_{2})=0,} co z definicji metryki oznacza, że {\displaystyle x_{1}=x_{2},} a więc istnieje co najwyżej jeden punkt stały.
- Aby wykazać pozostałą część tezy, wybierzmy dowolny punkt {\displaystyle x\in X} i oszacujmy odległość {\displaystyle \rho (f^{n}(x),f^{m}(x))} między wartością {\displaystyle n}-tej i {\displaystyle m}-tej iteracji kontrakcji {\displaystyle f} dla punktu {\displaystyle x} (korzystając przy tym {\displaystyle (|m-n|-1)}-krotnie z nierówności trójkąta). Można wykazać, iż ciąg {\displaystyle (x,f(x),f(f(x)),\dots )} jest ciągiem Cauchy’ego, a zatem ma granicę (bo {\displaystyle X} jest zupełna). Następnie łatwo już zauważyć, wykorzystując ciągłość funkcji {\displaystyle f,} że jego granica jest punktem stałym przekształcenia {\displaystyle f.\blacksquare }

Możliwe są inne dowody tego twierdzenia, w tym niekonstruktywne.

## Zastosowania
Za pomocą tego twierdzenia można wykazać:
- twierdzenie o funkcji uwikłanej[7][8],
- twierdzenie o funkcji odwrotnej,
- twierdzenie Stone’a-Weierstrassa[7],
- istnienie atraktora układu przekształceń zwężających,
- zbieżności niektórych algorytmów numerycznych; zob. np. metoda Gaussa-Seidla.

Wykorzystuje się je też m.in. w teorii równań różniczkowych i całkowych.

## Uogólnienia
- W twierdzeniu nie można opuścić założenia zupełności. Istotnie, odwzorowanie {\displaystyle x\mapsto {\frac {1}{2}}x} jest kontrakcją (niezupełnej) przestrzeni {\displaystyle (0,1)} w siebie, pozbawioną punktów stałych[6].

- Nie można też osłabić warunku kontrakcji, zastępując go zmniejszaniem odległości[6]:

{\displaystyle \rho (f(x_{1}),f(x_{2}))<\rho (x_{1},x_{2})}, dla różnych od siebie {\displaystyle x_{1},x_{2}}. Funkcja {\displaystyle x\mapsto x+{\frac {1}{x}}\colon [1,+\infty )\to [1,+\infty )} zmniejsza odległości punktów (choć nie jest kontrakcją) i nie ma punktu stałego.
- Mimo to jeśli przestrzeń {\displaystyle X} jest zwarta, powyższa nierówność zapewnia istnienie i jednoznaczność punktu stałego[potrzebny przypis].

Twierdzenie zachodzi też dla funkcji:
- z kontraktywną iteracją naturalną[7];
- spełnianiających nierówności typu

{\displaystyle \rho (f(x_{1}),f(x_{2}))\leqslant \varphi (\rho (x_{1},x_{2})),}
gdzie {\displaystyle \varphi } jest przekształceniem przedziału {\displaystyle [0,+\infty )} w siebie, mającym pewne szczególne własności, takie jak ciągłość, monotoniczność i inne.

## Twierdzenia odwrotne

### Twierdzenie Bessagi
Jeśli {\displaystyle f\colon X\to X} jest taką funkcją określoną na niepustym zbiorze {\displaystyle X,} że każda jej iteracja ma dokładnie jeden punkt stały, to {\displaystyle X} można zmetryzować w sposób zupełny tak, by {\displaystyle f} było kontrakcją względem tej metryki. Stałą kontrakcji może być dowolna liczba z przedziału {\displaystyle (0,1),} zadana z góry.
Twierdzenie to jest równoważne pewnikowi wyboru; wykazał je Czesław Bessaga w 1958 roku.

### Twierdzenie Meyersa
Niech {\displaystyle (X,\rho )} będzie zupełną przestrzenią metryczną, a {\displaystyle f\colon X\to X} odwzorowaniem spełniającym następujące warunki:
1. {\displaystyle f(x_{0})=x_{0}} dla pewnego {\displaystyle x_{0}\in X,}
2. {\displaystyle \lim _{n\to \infty }f^{n}(x)=x_{0}} dla każdego {\displaystyle x\in X,}
3. istnieje takie otoczenie {\displaystyle U} punktu {\displaystyle x_{0},} że dla dowolnego otoczenia {\displaystyle V} tego punktu istnieje taki indeks {\displaystyle n_{V},} że {\displaystyle F^{n}(V)\subset U} dla {\displaystyle n\geqslant n_{V}.}

Wówczas dla dowolnej stałej {\displaystyle \alpha \in (0,1)} istnieje równoważna z {\displaystyle \rho } metryka zupełna na {\displaystyle X,} przy której {\displaystyle f} jest kontrakcją ze stałą {\displaystyle \alpha }.

## Literatura dodatkowa
- Andrzej Granas, James Dugundji, Fixed Point Theory (2003) Springer-Verlag, New York, ISBN 0-387-00173-5.
- William A. Kirk, Brailey Sims, Handbook of Metric Fixed Point Theory (2001), Kluwer Academic, London ISBN 0-7923-7073-2.